# 日本防衛政策
日本政府在其安全政策上做出了各種努力，包括：成立國家安全保障會議（NSC）、通過國家安全戰略（NSS）和國防計畫指南（NDPG）。
這些努力是基於這樣一種信念，即日本作為“積極促進和平的國家”，需要更加積極地促進該地區和國際社會的和平與穩定，同時與包括其盟國美國在內的其他國家進行協調。
2013年12月4日，國家安全委員會成立，目的是建立一個論壇，在總理的領導下定期和必要時就各種國家安全問題進行戰略討論，並行使强有力的政治領導權。

## 國家安全戰略
2013年12月17日，內閣决定通過國家安全戰略。國家安全戰略確定了與國家安全有關的外交和國防政策的基本方向。NSS以具體的管道介紹了“積極促進和平”政策的內容，促進了對日本國家安全政策的更好理解。

## 預算
1976年，時任首相的三木武夫宣佈，國防開支應保持在日本國內生產總值（GDP）的1%以內，這一上限一直維持到1986年；大約一半用於人員成本，其餘用於武器項目、維護和運營成本。截至2015年，日本現時擁有世界第六大國防預算。